# Cynodictis
Cynodictis ist eine Gattung aus der ausgestorbenen Familie der Amphicyonidae, welche ursprüngliche Vertreter der Raubtiere repräsentieren. Die Gattung lebte im Oberen Eozän und Unteren Oligozän vor 37 bis 33 Millionen Jahren und ist aus dem westlichen und mittleren Europa belegt. Es handelt sich den Altersdaten gemäß um den derzeit ältesten Nachweis der Raubtiere auf dem Kontinent. Das Fossilmaterial umfasst überwiegend Gebissfragmente, zudem sind einzelne Schädel belegt. Sie geben an, dass Cynodictis eine sehr kleine Form der Amphicyonidae war. Anhand der Gebissstruktur kann aufgezeigt werden, dass die Tiere sich vielfältig beutegreifend ernährten und somit bereits ein breites ökologisches Spektrum einnahmen. Die Gattung wurde im Jahr 1850 wissenschaftlich eingeführt. Von ursprünglich rund 20 beschriebenen Arten sind heute gut ein Dutzend anerkannt.

## Beschreibung
Cynodictis ist ein kleiner Angehöriger der Amphicyonidae, dessen Fossilnachweise vor allem aus einzelnen Gebissfragmenten besteht. Es liegen jedoch auch mehrere Teilschädel und ein vollständiges Exemplar vor. Die Länge des Schädel variierte zwischen 9,7 und 12,0 cm. Für das vollständige Exemplar werden 11,1 cm angegeben. Davon nahm das Rostrum 2,8 cm ein. Der Hirnschädel wurde 5,0 cm breit und 2,9 cm hoch. In Seitenansicht verlief die Profillinie relativ gerade und flach abfallend zur Nase. Das Rostrum war länger als hoch, was von Ysengrinia mit seiner kurzen, hohen Schnauze abweicht. Durch die, im Unterschied zur letztgenannten Gattung, in Aufsicht parallel orientierten Seitenkanten erhielt die Schnauze bei Cynodictis zudem eine rechteckige Form. Unterbrochen wurde dies lediglich durch eine seitlichen Ausbuchtung auf Höhe der Eckzahnwurzel. Oberhalb des letzten Prämolars öffnete sich das Foramen infraorbitale. Es hatte eine breite flache Form. Der Jochbogen war weit ausladend, der vordere Teil schwang sanft aus, während der hintere deutlich stärker einzog. Auf dem Schädeldach erhob sich ein kräftiger Scheitelkamm, der gut die Hälfte der Schädellänge einnahmen. Er reicht bis zum Hinterhauptskamm, der wiederum deutlich nach hinten auskragte und in Aufsicht so bei einigen Formen die Gelenkflächen für die Verbindung mit der Halswirbelsäule überdeckte. Der Unterkiefer war insgesamt schlank gebaut, der aufsteigende Ast bildete zur Zahnebene einen stumpfen Winkel.
Das Gebiss bestand in seinem vorderen Abschnitt oben und unten aus je drei Schneidezähnen, einem Eckzahn und vier Prämolaren. Im Unterschied zu den nordamerikanischen Amphicyoniden fehlte im Oberkiefer die letzte Molaren, so dass oben nur zwei, unten jedoch drei Mahlzähne ausgebildet waren. Die Schneidezähne zeigten sich im Querschnitt konisch gestaltet und standen wie bei den Hunden üblich in einer bogenförmigen Reihe zusammen. Der äußere übertraf die beiden inneren um das Doppelte an Größe. Der Eckzahn war massiv gebaut, ebenfalls konisch geformt und leicht nach hinten gebogen. Ein kurzes Diastema trennte ihn von den Schneidezähnen. Die Vormahlzähne schlossen dem gegenüber direkt hinter dem Eckzahn an. Alle Prämolaren besaßen einen hohen Haupthöcker, der aber vom zweiten zum dritten Zahn von zusätzlichen Nebenhöckern begleitet war. Der letzte Prämolar gehörte wie bei den Raubtieren üblich gemeinsam mit dem unteren ersten Molar zur Brechschere. Ersichtlich wird dies durch die deutlich ausgebildete Scherleiste des Metastylar am hinteren Zahn, dessen Kontakt mit dem Haupthöcker die sogenannte Reißzahn-Kerbe formte. Zudem wies er den höchsten Höcker der gesamten Zahnreihe auf. Im Vergleich war der letzte Prämolar größer als bei Cynelos, dessen entsprechender Zahn nicht die Ausmaße seines zweiten Molaren erreichte. Die Molaren verfügten über drei Haupthöcker (Proto-, Para- und Metaconus im oberen Gebiss, Proto-, Para- und Metaconid im unteren Gebiss) und besaßen ein ausgeprägtes Talon/Talonid, einen niedrigeren Bereich der Kauoberfläche. Während auf den oberen Mahlzähnen die drei Haupthöcker ähnlich hoch waren, überragte auf den unteren das Protoconid die beiden anderen deutlich. Der jeweils zweite Molar oben und unten war kleiner als der erste. Die Länge des ersten Mahlzahns reichte von 8,9 bis 13,6 mm.
In der Vergangenheit wurde auch zahlreiches postcraniales Skelettmaterial wie die Wirbelsäule sowie Vorder- und Hinterbeine zu Cynodictis gestellt, darunter auch knapp 30 Elemente des Fußskeletts wie das Sprung- und Fersenbein. In vielen Fällen ist die genaue Zugehörigkeit zur Gattung jedoch nicht eindeutig.

## Fossilfunde

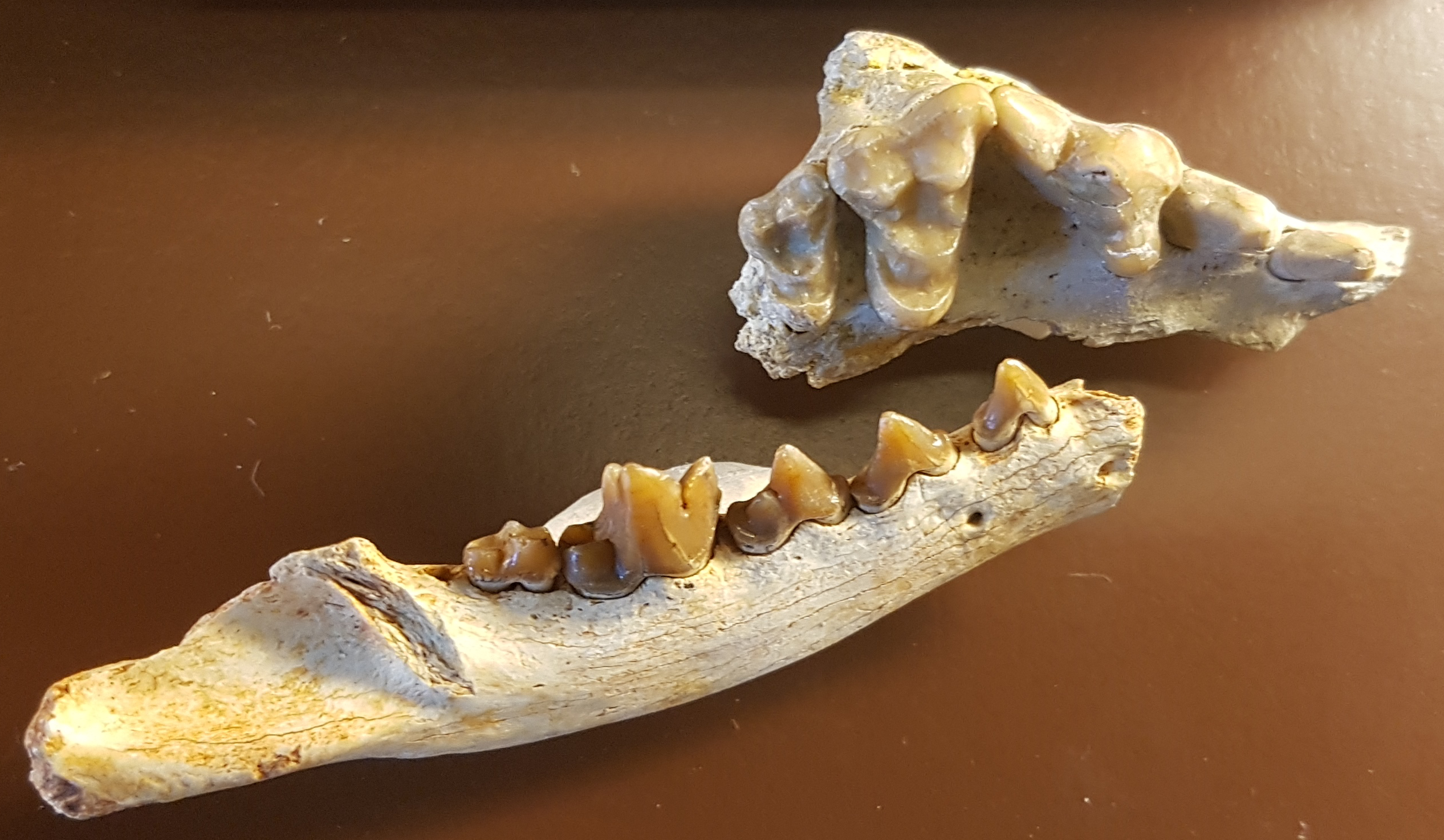
Kieferfragmente von Cynodictis aus Quercy

Fossilfunde von Cynodictis sind aus verschiedenen Lokalitäten West- und Mitteleuropas berichtet worden. Die bedeutendste Kollektion entstammt dem Komplex der Phosphoritlagerstätten von Quercy im südlichen Frankreich. Dieser wurde in der zweiten Hälfte des 19. Jahrhunderts entdeckt und ist seit dem Gegenstand wissenschaftlicher Erforschung. Die extrem fossilreichen Ablagerungen füllen verschiedene Karstspalten und enthalten in den älteren Abschnitten Reste von Cynodictis, die weitgehend Gebissfragmente umfassen. Bedeutend sind die Funde aus den Aufschlüssen von La Débruge und Ste-Neboule, die jeweils dem Oberen Eozän vor rund 37 bis 35 Millionen Jahren angehören und den ältesten Beleg der Gattung darstellen. Weitere jüngere Funde liegen aus Montmartre vor, während ein Schädel aus Aubrelong bereits in das Untere Oligozän vor 34 bis 33 Millionen Jahren datiert und den bisher spätestens Nachweis repräsentiert. Auffallenderweise ist in noch jüngeren Ablagerungen des Unteren Oligozäns von Quercy Cynodictis nicht mehr nachweisbar, so dass anzunehmen ist, dass kleinere Vertreter der Amphicyonidae zu jenem Zeitpunkt schon deutlich seltener waren.
Weitere Funde von Cynodictis sind der obereozänen Headon-Hill-Formation und der Bembridge-Limestone-Formation auf der Isle of Wight vor der Südküste Großbritanniens zuzuweisen. Aus der Karstspalte von Frohnstetten in Baden-Württemberg liegen wiederum einzelne Gebissfragmente vor. Sie gehören vermutlich an das Ende des Eozäns.

## Paläobiologie

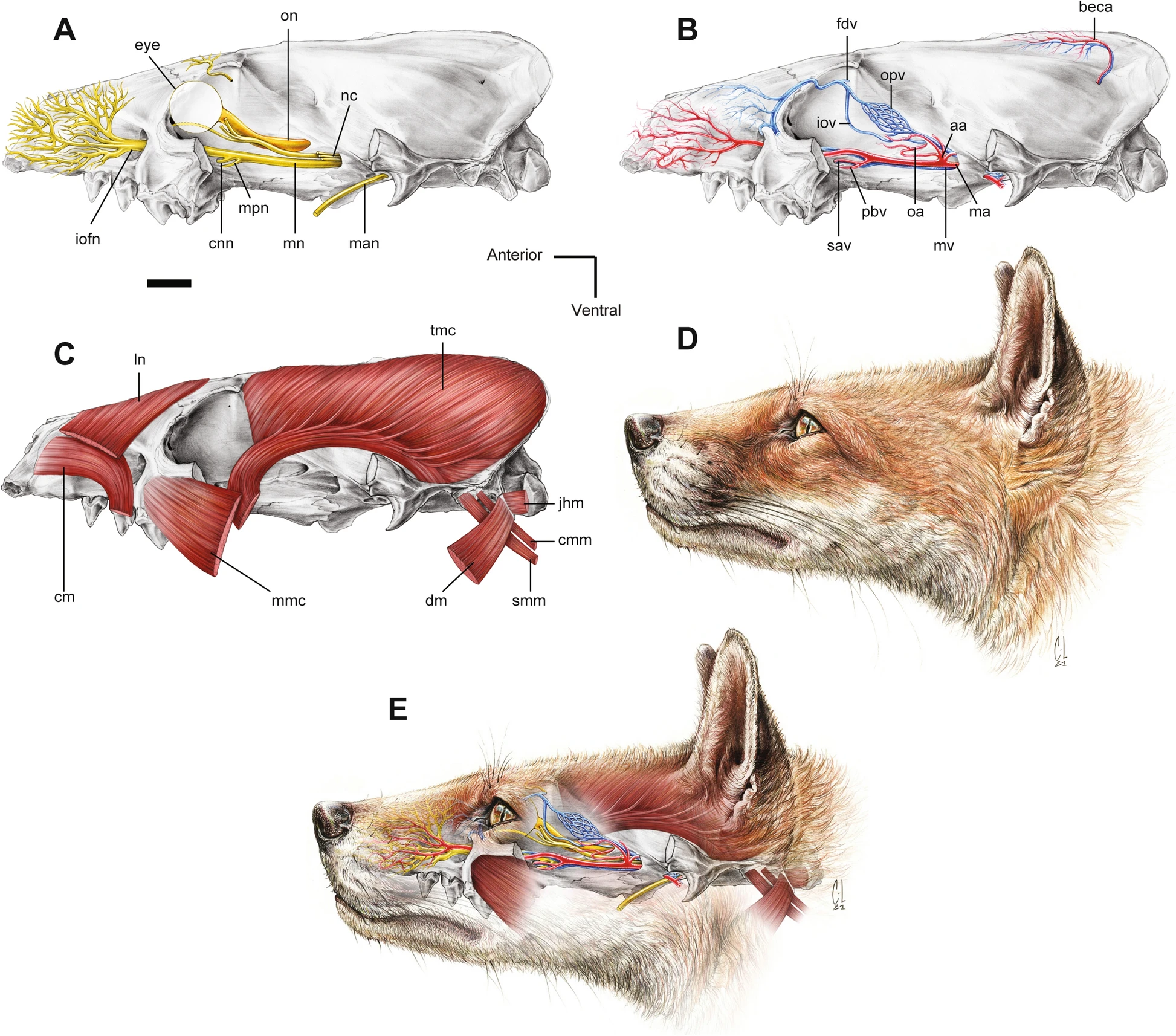
Lebendrekonstruktion von Cynodictis

Anhand der Größe des ersten Molaren kann für Cynodictis ein Gewicht von 4 bis 12 kg angenommen werden. Die Gattung gehört damit zu den kleinsten bekannten Vertretern der Amphicyonidae. Lediglich das ähnlich alte Storchictis, ebenfalls aus den Phosphoritlagerstätten von Quercy belegt, war mit etwa 2 kg Körpergewicht noch kleiner. Der ausgebildete Scheitelkamms und der weite Jochbogens lassen eine kräftig entwickelte Kau- und Beißmuskulatur annehmen. An ersterem setzt der Musculus temporalis, an letzterem der Musculus masseter an. Des Weiteren spricht der lange Gesichtsschädel mit einem nur wenig ansteigenden seitlichen Profil für eine ausgedehnte Gesichtsmuskulatur, was unter anderem zu einer stark beweglichen oberen Lippe und ebensolche Nasenflügel geführt haben könnte. Eine ähnliche Schlussfolgerung lässt die seitliche Ausbuchtung des Oberkiefers auf Höhe der Eckzähne als Muskelansatzstelle zu. Die zahlreichen Foramina im Schnauzenbereich unterstützten wiederum eine gute Durchblutung sowie ein verzweigten Nervensystem für die taktike Wahrnehmung.
Der Bau der Molaren sowie die Größe des größten Prämolars im Vergleich zum Körpergewicht variieren bei den verschiedenen Vertretern von Cynodictis und indizieren sowohl eine meso- als auch hypercarnivore Ernährungsweise. Hypercarnivor bezeichnet Beutegreifer, die zu über 70 % andere Wirbeltiere fressen. Die Mahlzähne besitzen häufig ein reduziertes Talon/Talonid und ausgeprägte Scherleisten bei verringerter Höckeranzahl, wodurch sie optimiert für fleischschneidende Funktionen sind. Mesocarnivor impliziert indes einen substanziellen Anteil an Pflanzen und Wirbellosen im Nahrungsspektrum. Hierbei sind die Prämolaren breiter und häufig bestehen zahlreiche zusätzliche Höckerchen auf den Mahlzähnen, was den Zähnen neben dem Schneiden auch zusätzliche durchlöchernde oder brechende Befähigungen verleiht. Die variable Ernährungsweise der verschiedenen Formen von Cynodictis zeigt an, dass die Tiere bereits ökologisch relativ vielfältig angepasst waren. Anhand des Fußaufbaus kann auf einen relativ schnellen Läufer geschlossen werden, der sich im Zehengang fortbewegte.

## Systematik
Cynodictis ist eine Gattung aus der Familie der Amphicyonidae. Diese ausgestorbene Gruppe stellt basale Formen der Ordnung der Raubtiere (Carnivora) dar. Aufgrund einer Mischung von Merkmalen, die an spätere Hunde (Canidae) oder Bären (Ursidae) erinnern, werden sie im Deutschen auch „Bärenhunde“ genannt. Die genauen Verwandtschaftsverhältnisse sind nicht eindeutig. Forschungsgeschichtlich wurde ihnen wahlweise eine engere Beziehung mit einer der beiden genannten Gruppen zugesprochen. Heute sieht man sie weitgehend innerhalb des übergeordneten Taxons der Hundeartigen (Caniformia), welche neben den Hunden und Bären auch die Robben (Pinnipedia) und Marderverwandten (Musteloidea) einschließen. Die Amphicyonidae traten erstmals im Verlauf des Mittleren Eozäns vor rund 42 Millionen Jahren in Nordamerika auf. In Europa sind sie ab dem Oberen Eozän nachweisbar, wobei Cynodictis hierbei den ältesten Repräsentanten bildet. Seine Herkunft und genauen Verwandtschaftsverhältnisse sind unklar. Vermutlich wanderten seine Vorfahren über das heutige Asien ein, der Fossilbericht der Amphicyonidae jener Zeit dort ist aber spärlich. In der forschungsgeschichtlichen Vergangenheit wurde Cynodictis häufig der Unterfamilie der Amphicyoninae zugesprochen, die allerdings als paraphyletisch gilt. Einige Forscher betrachten die Gattung daher auch als einer Stammformgruppe der Amphicyonidae zugehörig. Im Verlauf des Oberen Miozäns starben die Amphicyonidae wieder aus, was möglicherweise mit der Mittel-Valesium-Krise, einem markanten Kälteeinbruch vor rund 10 Millionen Jahren, im Zusammenhang steht.
Wissenschaftlich erstbeschrieben wurde Cynodictis im Jahr 1850 durch Auguste Bravard und Auguste Pomel. Der Arbeit lag ein linker Unterkieferast mit der erhaltenen Zahnreihe vom zweiten Prämolar bis zum zweiten Molaren zugrunde, der aus der Umgebung von La Débruge im südfranzösischen Departement Vaucluse stammt. Nur zwei Jahre später setzte Paul Gervais die Gattung mit Cynodon gleich, welche heute aufgrund der Prioritätsregel als synonym zu Amphicynodon, einem urtümlichen Vertreter der Bären, betrachtet wird. Gervais war es aber auch, der mit Cynodictis lacustris die Nominatform benannte (original als Cynodon lacustre bezeichnet) und den von Bravard und Pomel ausgewiesenen Unterkiefer als Holotypus abbildete (Exemplarnummer MNHN.F.Qu 8950). Mit der Etablierung der Amphicyonidae als eigenständige Ordnungsgruppe durch Édouard Louis Trouessart im Jahr 1885 wurde Cynodictis von ihm an die Seite von Amphicyon gestellt. Innerhalb der Gattung unterschied Trouessart allein fast 20 Arten. Diese gingen weitgehend auf Henri Filhol zurück, der sich seit den 1870er Jahren den stark anwachsenden Funden aus den Phosphoritlagerstätten von Quercy gewidmet und auf deren Basis zahlreiche Formen von Cynodictis ausdifferenziert hatte. Weitere Arten folgten Anfang des 20. Jahrhunderts durch Max Schlosser und Pierre Teilhard de Chardin, wobei vor allem Schlosser die Gattung schon zuvor umfangreich behandelt hatte. Die extreme taxonomische Aufsplitterung wurde nachfolgend kaum in Frage gestellt. Erst Ende der 1970er Jahre kam es zu einer Revision der Gattung durch Louis de Bonis, der die Artanzahl substanziell reduzierte. Zu einem ähnlichen Ergebnis kam auch Tassos Kotsakis im gleichen Zeitraum. Dadurch sind heute gut ein Dutzend unterschiedlicher Arten innerhalb der Gattung Cynodictis anerkannt:
- C. cayluxensis Filhol, 1876
- C. crassus Teilhard de Chardin, 1915
- C. exilis Teilhard de Chardin, 1915
- C. ferox Filhol, 1876
- C. lacustris Gervais, 1852
- C. longirostris Filhol, 1872
- C. peignei Le Verger, Solé & Ladevèze, 2020

Aus Asien wurden ebenfalls einzelne Fossilien eigenständigen Arten von Cynodictis zugewiesen, so etwa C. elegans und C. mongoliense aus der Hsanda-Gol-Formation in der Mongolei, ebenso Reste aus dem Lushi-Becken in der chinesischen Provinz Henan. Sie gehören aber höchstwahrscheinlich anderen Gattungen an beziehungsweise haben eine zweifelhafte Stellung innerhalb der Amphicyonidae, so dass Cynodictis auf das heutige Europa beschränkt blieb.